# 嬉野市
嬉野市（日语：／ Ureshino shi */?）為位於日本佐賀縣西部的城市，以嬉野温泉而聞名。於2006年1月1日由藤津郡鹽田町與嬉野町合并而成，為佐賀縣內第九個成立的市。

## 歷史

### 年表
- 1889年4月1日：實施町村制，現在的轄區在當時分屬：藤津郡西嬉野村、東嬉野村、吉田村、鹽田村、久間村、五町田村
- 1918年10月5日：鹽田村改制為鹽田町。
- 1929年4月22日：西嬉野村改制並改名為嬉野町。
- 1933年4月1日：嬉野町和東嬉野村合併為新設置的嬉野町。
- 1955年4月1日 ：嬉野町和吉田村合併為新設置的嬉野町。
- 1956年9月1日：久間村和五町田村被併入鹽田町。
- 2006年1月1日：嬉野町與鹽田町合併為嬉野市。

### 變遷表
| 1889年以前 | 1889年4月1日 | 1889年 - 1944年                  | 1889年 - 1944年      | 1945年 - 1954年      | 1955年 - 1989年     | 1989年 - 現在       | 現在                |
| ---------- | ------------ | -------------------------------- | -------------------- | -------------------- | ------------------- | ------------------- | ------------------- |
|            | 西嬉野村     | 1929年4月22日 改制並改名為嬉野町 | 1933年4月1日 嬉野町  | 1933年4月1日 嬉野町  | 1955年4月1日 嬉野町 | 2006年1月1日 嬉野市 | 2006年1月1日 嬉野市 |
|            | 東嬉野村     |                                  | 1933年4月1日 嬉野町  | 1933年4月1日 嬉野町  | 1955年4月1日 嬉野町 | 2006年1月1日 嬉野市 | 2006年1月1日 嬉野市 |
|            | 吉田村       |                                  |                      |                      | 1955年4月1日 嬉野町 | 2006年1月1日 嬉野市 | 2006年1月1日 嬉野市 |
|            | 鹽田村       | 1918年10月5日 鹽田町             | 1918年10月5日 鹽田町 | 1918年10月5日 鹽田町 | 1956年9月1日 鹽田町 | 2006年1月1日 嬉野市 | 2006年1月1日 嬉野市 |
|            | 五町田村     |                                  |                      |                      | 1956年9月1日 鹽田町 | 2006年1月1日 嬉野市 | 2006年1月1日 嬉野市 |
|            | 久間村       |                                  |                      |                      | 1956年9月1日 鹽田町 | 2006年1月1日 嬉野市 | 2006年1月1日 嬉野市 |

## 交通

### 鐵路
- 九州旅客鐵道
  - 西九州新幹線：嬉野溫泉車站

在西九州新幹線通車前，本市並沒有任何鐵路車站，雖然在未合併入嬉野市前的鹽田町曾經有𧙗德軌道途經，但早於1931年便遭廢線，嬉野溫泉站遂成為91年後暨本市成立後的首座鐵路車站。

### 道路
高速道路
- 長崎自動車道：嬉野交流道

## 觀光資源

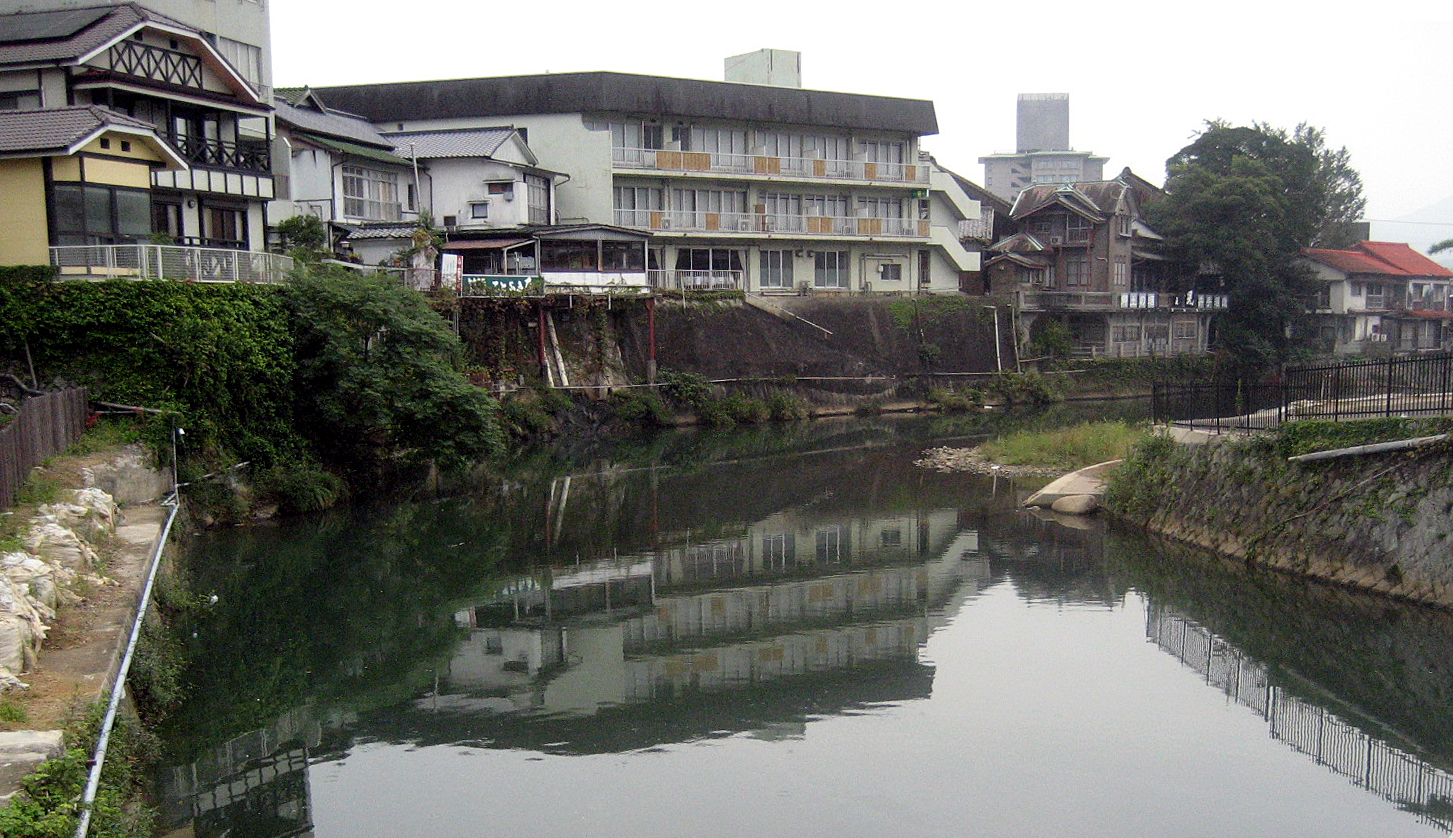
嬉野溫泉街

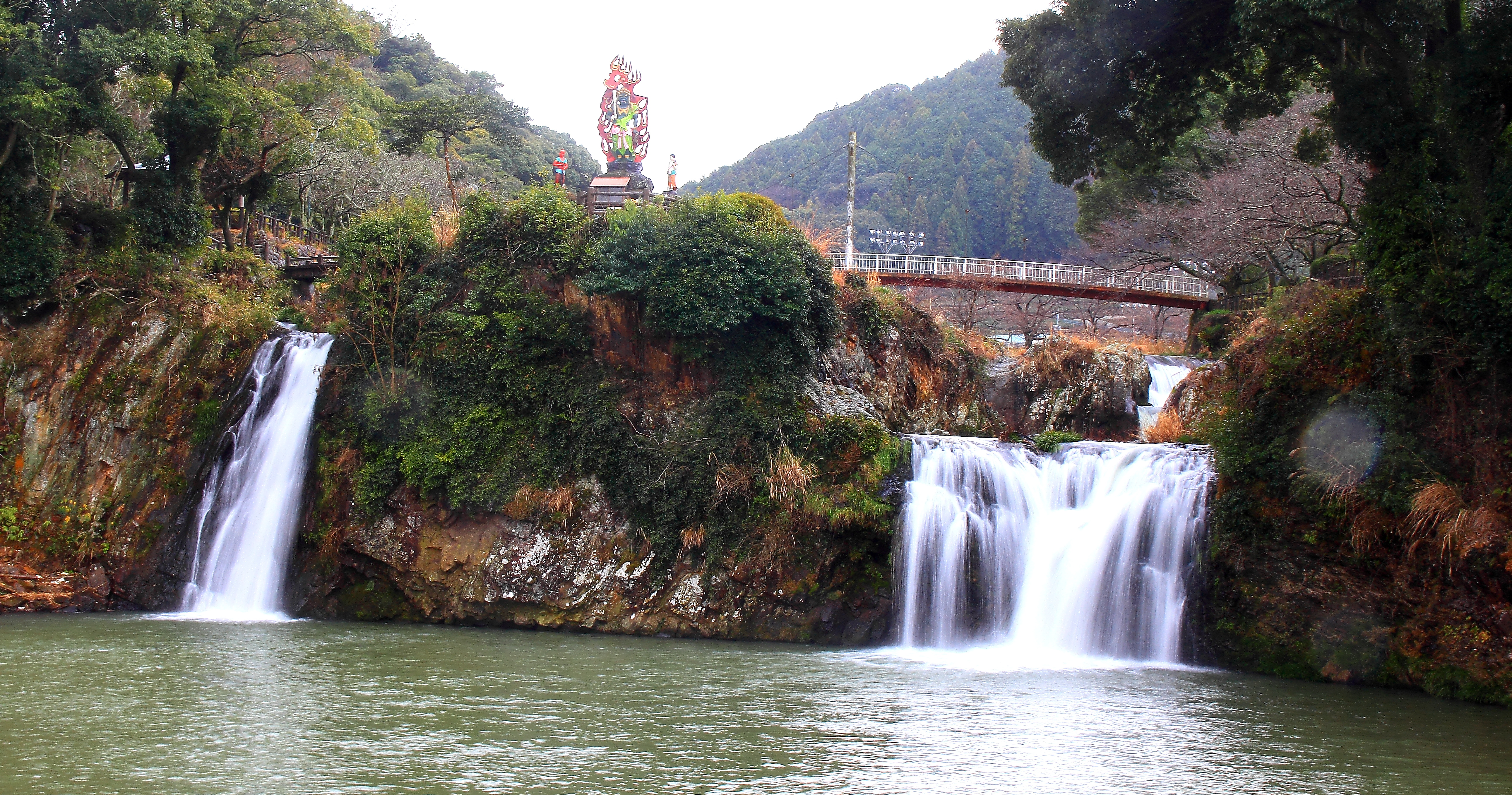
轟の滝

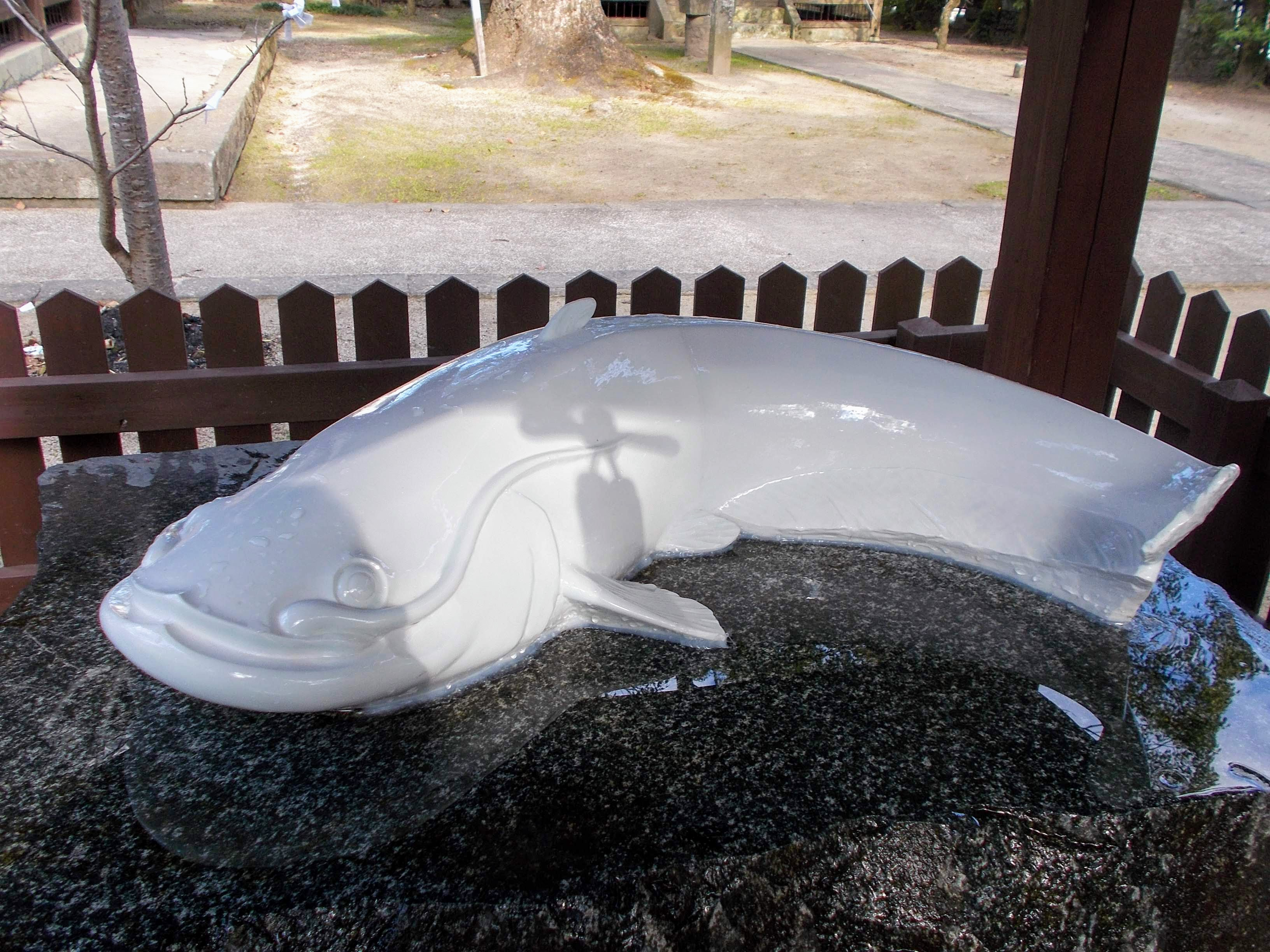
豊玉姫神社的白鯰魚像

- 嬉野溫泉
- 肥前夢街道
- 嬉野武雄觀光祕寶館
- 鹽田津
- 豊玉姫神社

## 教育

### 高等學校
- 佐賀縣立嬉野高等學校
- 佐賀縣立鹽田工業高等學校

## 本地出身之名人
- 大川内傳七：日本帝國海軍軍人
- 西原玲奈：女性賽馬騎師

## 外部連結
- （日語） 嬉野溫泉觀光協會
- （日語） 嬉野町鹽田町合併協議會